# Women's Rights Centre Suriname
Het Women's Rights Centre Suriname (WRC) is een Surinaamse organisatie die zich inzet voor de verbetering van vrouwenrechten in het land.
De organisatie werd op 27 januari 1997 opgericht door Nadia Raveles, Karin Refos, Carla Bakboord en Betty Cederboom. Het WRC voert genderonderzoeken uit, geeft lezingen, en neemt deel acties, manifestaties, discussiefora en symposia, variërend van organisaties in eigen land als van het VN.